# Echte Katzen
Die Echten Katzen oder Altwelt-Wildkatzen (Felis) sind eine zu den Kleinkatzen gehörende Gattung der Katzen. Sie sind mit sechs Arten in Afrika, Europa und Asien verbreitet und bewohnen nahezu alle Lebensräume ihres Verbreitungsgebietes. Unterschieden werden die Schwarzfußkatze, die Rohrkatze, die Graukatze, die Sandkatze, Felis lybica und die Europäische Wildkatze. Zu den Echten Katzen gehört auch die weltweit verbreitete Hauskatze, der die anderen Vertreter zum Verwechseln ähnlich sehen.
Bei den Echten Katzen handelt es sich um kleine bis mittelgroße Katzen mit kurzer Schnauze, spitzen Ohren und langem Schwanz. Ihr Fell ist gewöhnlich gelbbraun bis grau und weist meist querlaufende Fleckenreihen oder Streifen und einen gestreiften Schwanz auf. Die hauptsächlich solitären Fleischfresser ernähren sich von kleinen Säugetieren, Vögeln, Echsen und Insekten. Benannt nach dem lateinischen Namen für die Katze wurde die Gattung Felis 1758 durch Carl von Linné beschrieben.

## Körperbau

### Allgemeine Merkmale

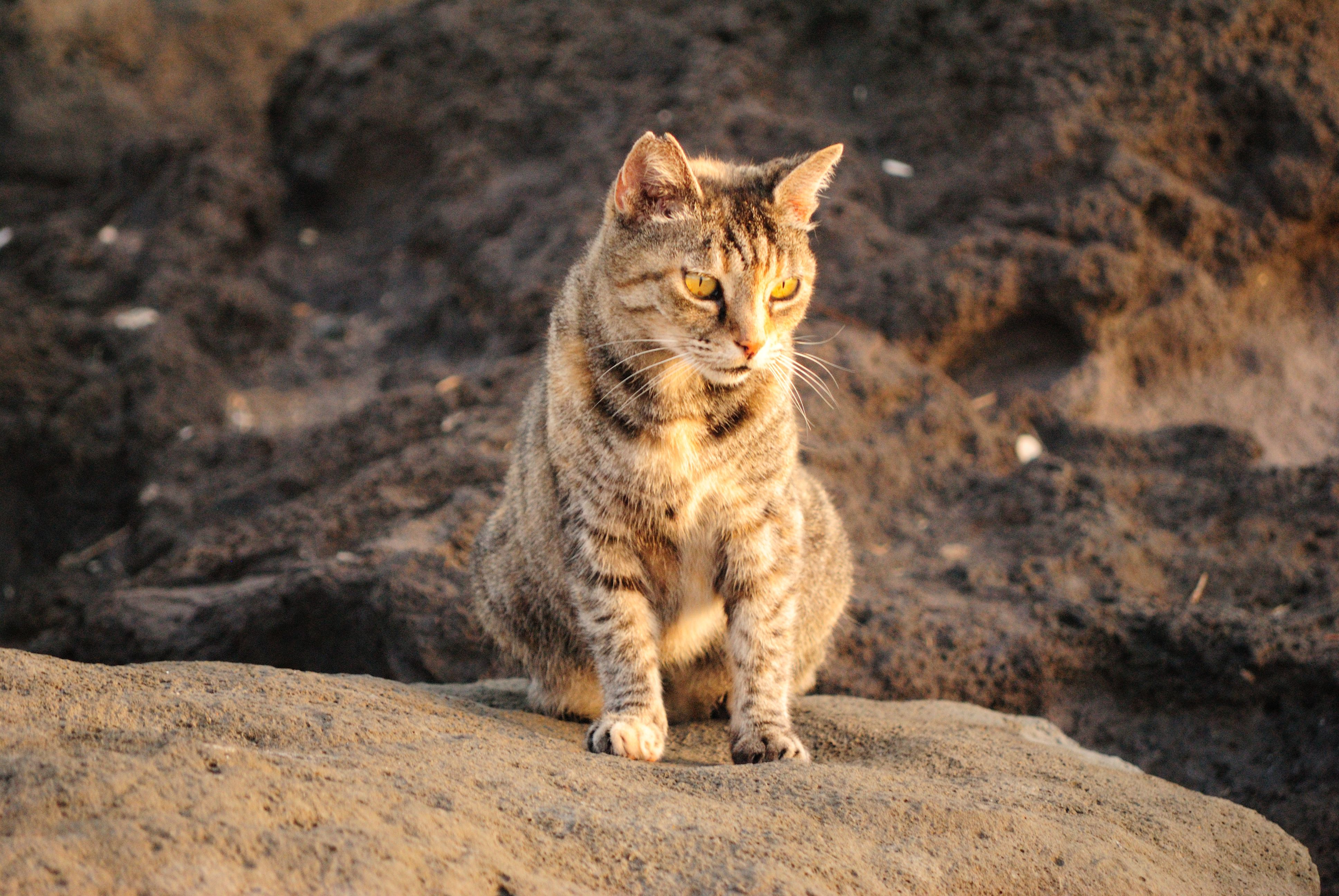
Alle Arten der Echten Katzen ähneln der Hauskatze. Diese kommt heute weltweit vor.

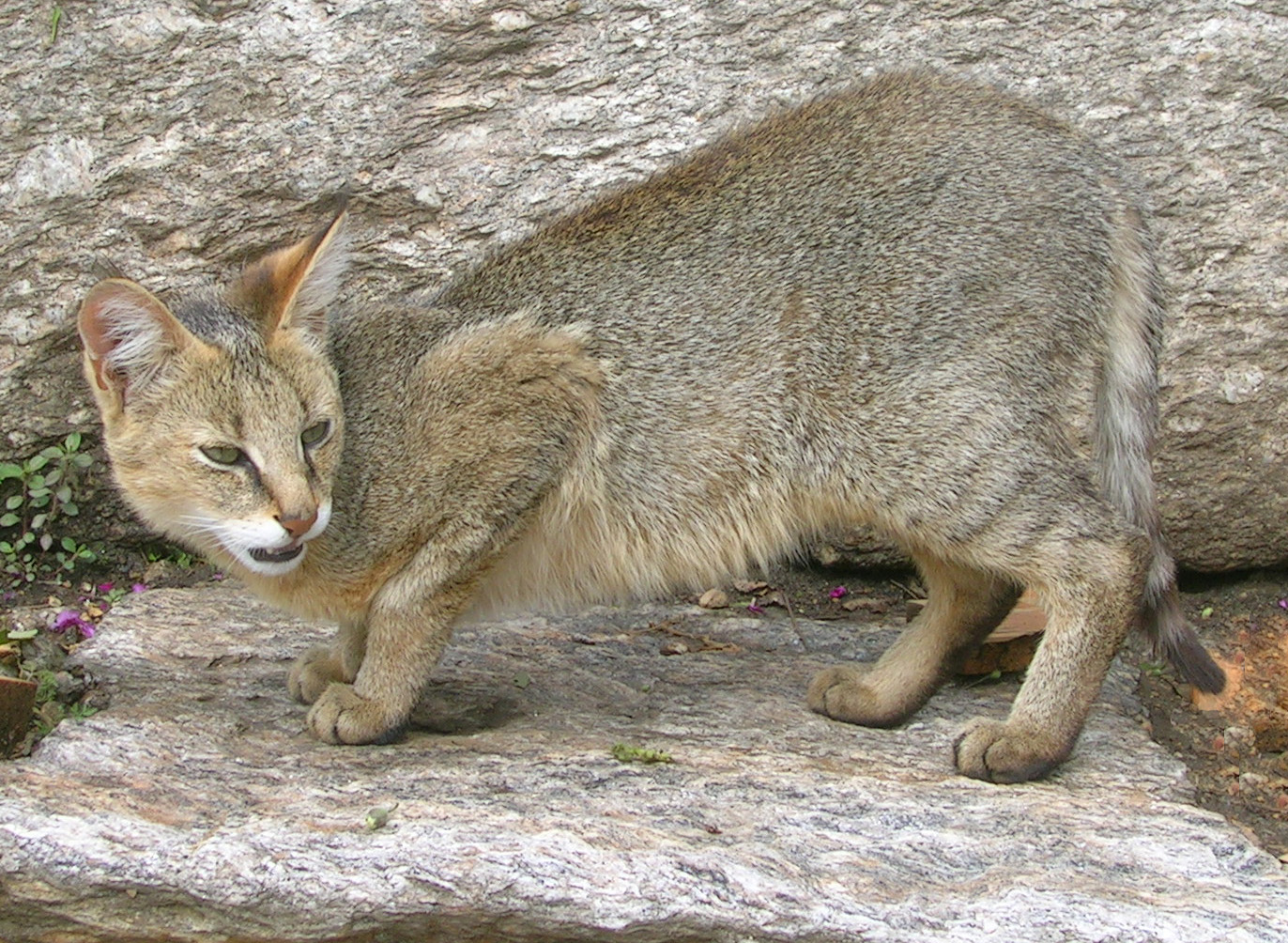
Die Körperform der Rohrkatze entspricht – wie die der anderen Echten Katzen – der klassischen Körperform der Katzen.

Am Körper weisen Echte Katzen wie die Schwarzfußkatze meist querlaufende Fleckenreihen oder Streifen auf.

Alle Arten der Echten Katze ähneln mehr oder weniger der Hauskatze und können mit dieser verwechselt werden.
Es handelt sich um kleine bis mittelgroße Katzen mit einer Kopf-Rumpf-Länge von 36 bis 112 Zentimetern und einem Körpergewicht von einem bis 13 Kilogramm.
Sie umfassen somit einige der kleinsten Arten der Katzen, weisen ansonsten jedoch deren klassische Körperform auf.
Ihr Körper ist kräftig und länglich gebaut und die Schultern liegen tiefer als die Kreuzgegend.
Mit 38 bis 60 Prozent der Kopf-Rumpf-Länge ist der gut entwickelte Schwanz gewöhnlich mehr als halb so lang wie der restliche Körper, manchmal jedoch auch etwas kürzer.
Der Kopf der Echten Katzen ist rundlich und die Schnauze ist vergleichsweise kurz.
Die Ohrmuscheln verjüngen sich zur Spitze hin. Unter starkem Licht zieht sich die Pupille der Augen zu einem vertikalen Schlitz zusammen.
Die Beine sind kurz bis mittellang und ihre Pfoten sind klein, schmal und rundlich.
An den Vorderpfoten befinden sich gewöhnlich fünf Zehen und an den hinteren vier.
Alle Zehen weisen einziehbare Krallen auf, die Krallenscheiden sind jedoch vergleichsweise schwach entwickelt.

### Fell und Farbe
Das Fell der Echten Katzen ist relativ kurz und dicht.
Etwas Wollhaar ist immer vorhanden, auch bei tropischen Formen oder im Sommer. Die Ohrmuscheln sind manchmal mit einem kurzen Haarbüschel besetzt und teilweise ist ein Rückenkamm ausgebildet. Die Haare des Körpers, des Schwanzes und der Beine sind sonst jedoch recht gleichförmig und an den Wangen befinden sich keine Fransen. Die Nackenhaare fallen nach hinten ab.
Abhängig von der Umgebung ist der Grundton der Fellfarbe sehr variabel und reicht von gelbbraun bis grau. Der obere Teil der Grannenhaare hat diesen Farbton, ihre Spitze ist dagegen in unterschiedlichem Maße dunkler.
Das Fell ist einfarbig bis stark gemustert.
Am Körper besteht die Musterung meist aus querlaufenden Fleckenreihen.
Dabei handelt es sich um volle Flecken, nicht um Rosetten. An den Flanken können die Flecken zu Querstreifen verschmolzen sein, nie jedoch zu Längsstreifen. Hinter den Schultern ist die Tendenz zu Querstreifen besonders ausgeprägt. Diese für die Echten Katzen charakteristische Musterung kann jedoch bei erwachsenen Tieren schwach ausgeprägt sein oder gänzlich fehlen.
Melanismus kommt in der Natur nur selten vor, wurde jedoch von der Rohrkatze in Pakistan berichtet.
Scheitel und Nacken der Echten Katzen weisen üblicherweise vier bis fünf Längsstreifen auf, die manchmal bis zu den Schultern reichen. Diese können jedoch auf dem Kopf auch in Flecken aufgelöst sein und manchmal fehlen. An der Seite des Kopfes verläuft ein Streifen vom Augenwinkel nach hinten und an der Wange befinden sich üblicherweise zwei weitere Streifen.
Die Rückseite der Ohrmuscheln ist gelb-rötlich gefärbt, manchmal mit einer schwarzen Umrandung.
Der bei vielen anderen Kleinkatzen vorkommende auffällige weiße Fleck ist dagegen nie vorhanden. Die Körperunterseite ist zumindest in der Mitte gefleckt. Die Kehle kann drei Querbänder aufweisen, von denen das hinterste immer erhalten ist, wenn auch manchmal nur schwach ausgeprägt. An den Vorderbeinen befindet sich zumindest ein Streifen, der auf der Innenseite unterhalb des Ellenbogens liegt. Die Hinterbeine sind an der Außenseite zumindest oberhalb des Sprunggelenkes gestreift. Die Fußsohlen sind schwarz und an den Hinterfüßen reicht diese Färbung häufig bis zum Sprunggelenk hinauf. Oberseits kann der Schwanz durchgehend gebändert sein, in der hinteren Hälfte ist er immer kräftig gestreift und er kann eine schwarze Spitze aufweisen. Die Musterung der Beine, des Schwanzes und gewöhnlich auch der Körperunterseite ist auch dann vorhanden, wenn die sonstige Körpermusterung fehlt.

### Schädel und Gebiss

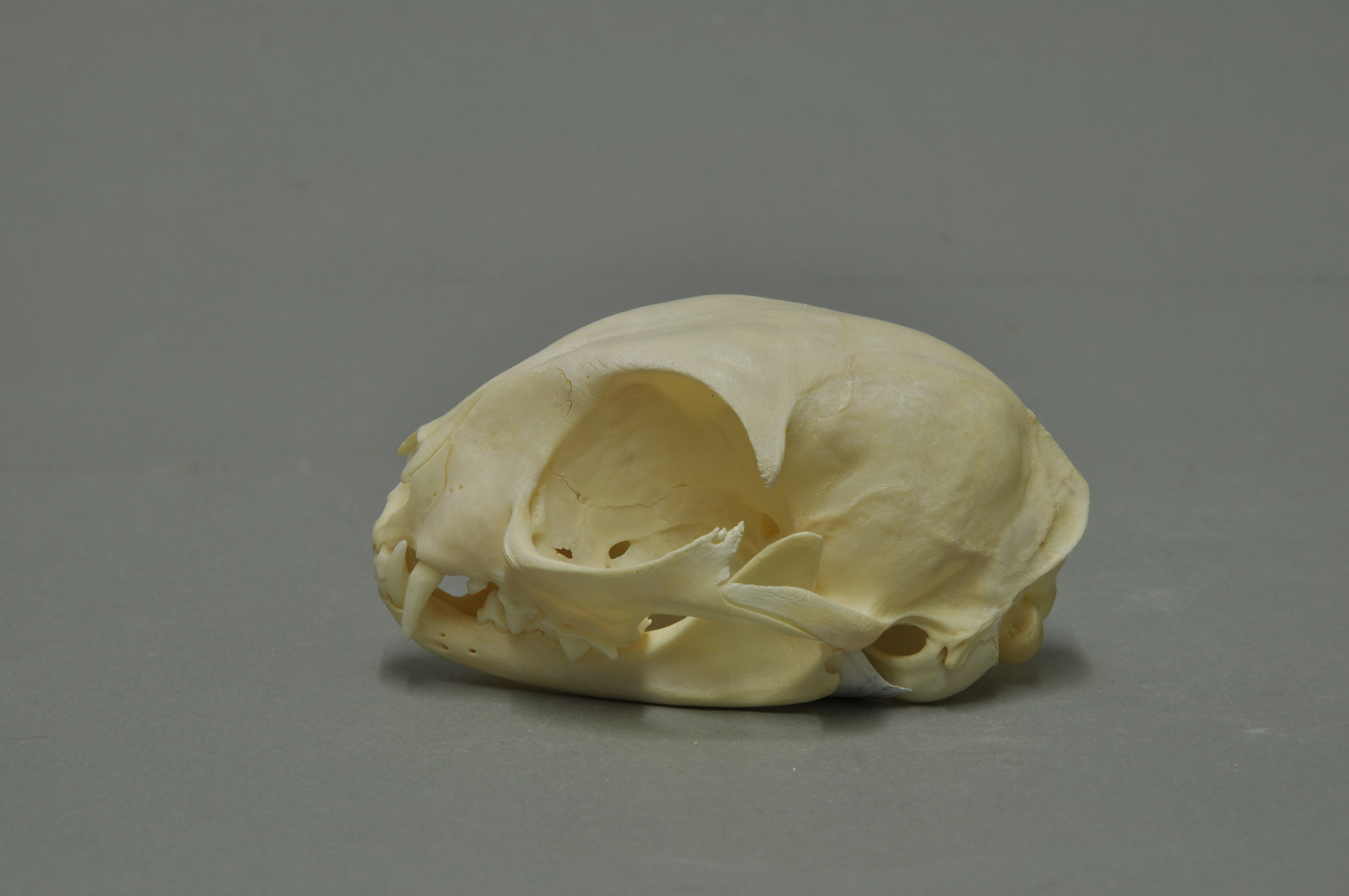
Schädel der Falbkatze

Der rundliche Schädel der Echten Katzen ist außer bei der Rohrkatze relativ breit und hoch.
Verglichen mit dem anderer Katzen ist er leicht gebaut mit schlanken Jochbögen, großen Augenhöhlen und einer großen, aufgeblähten Hirnkapsel.
In der Seitenansicht ist das obere Profil des Schädels konvex.
Die Schnauze ist kurz und fällt üblicherweise steiler ab als bei den meisten anderen Katzen, sodass die Nasenlöcher im Verhältnis zum Scheitel tiefer liegen.
Der Abstand von der Schnauze zum gewöhnlich merklich hervorspringenden Vorderrand der Augenhöhlen ist kleiner als deren größter Durchmesser.
Die hintere Begrenzung der Augenhöhle befindet sich allenfalls etwas vorderhalb der Schädelmitte. Sie wird durch Fortsätze des Stirnbeins und des Jochbeins gebildet, die sich manchmal berühren. Dabei stellen die breiten, stumpfen und bänderartigen Stirnbeinfortsätze ein besonders charakteristisches Merkmal der Echten Katzen dar. Die Knochenleisten des Hirnschädels sind vergleichsweise schwach ausgebildet. Die Temporalleisten treffen sich allenfalls auf dem Scheitel.
Ist ein Scheitelkamm vorhanden, so ist dieser nur schwach entwickelt, kurz und auf den hinteren Teil des Scheitels beschränkt.
Der knöcherne Gaumen ist so breit wie lang oder breiter.
Die Fossa mesopterygoidea des Keilbeins ist breit, ihre Seiten verlaufen parallel zueinander oder vorne auseinander und ihr Vorderrand ist leicht bikonkav.
Die Paukenblasen sind stark aufgebläht, insbesondere bei der Sandkatze und bei der Schwarzfußkatze.
Das Ectotympanicum ist stark vergrößert und manchmal so ausgedehnt wie das Entotympanicum, gewöhnlich ist es jedoch erheblich kleiner.
| 3 | · | 1 | · | 3 | · | 1 | = 30 |
| 3 | · | 1 | · | 2 | · | 1 | = 30 |

Das Gebiss der Echten Katzen weist auf die Fleischnahrung hin und ist mit insgesamt 30 Zähnen besetzt.
In jeder Oberkieferhälfte befinden sich drei Schneidezähne, ein Eckzahn, drei Vorbackenzähne und ein echter Backenzahn. Die Unterkieferhälften weisen zwei statt drei Vorbackenzähne auf.

## Lebensraum, Lebensweise und Verhalten

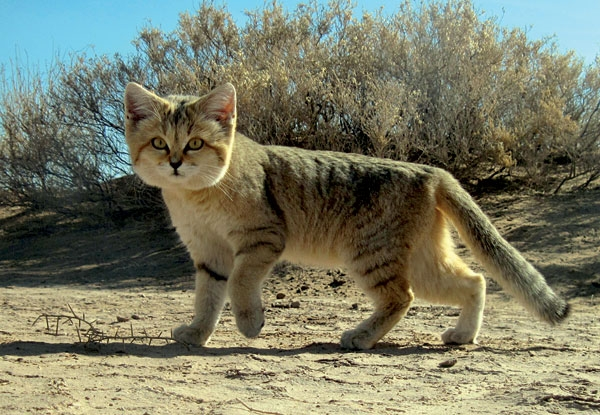
Echte Katzen wie die Sandkatze bewohnen nahezu alle Lebensräume ihres Verbreitungsgebietes.

Echte Katzen bewohnen alle Lebensräume ihres Verbreitungsgebietes außer die geschlossenen tropischen Wälder Afrikas.
Die ausschließlichen Fleischfresser erbeuten gewöhnlich Säugetiere und Vögel, die kleiner sind als sie selbst, sowie Echsen und Insekten.
Obwohl sie schon relativ früh wissenschaftlich beschrieben wurden, ist über die sonstige Lebensweise und die Sozialstruktur einiger Formen wenig bekannt.
Echte Katzen leben hauptsächlich solitär und ihre soziale Ordnung entspricht im Wesentlichen der für Katzen üblichen. So gibt es nur eine geringe Überschneidung zwischen den Revieren gleichgeschlechtlicher Tiere. Das Revier eines Männchens überlappt sich dagegen gewöhnlich mit den kleineren Revieren von einem oder zwei Weibchen.
Allgemein bekannt ist das Schnurren der Jungtiere und ihrer Mutter.

## Verbreitung und Stammesgeschichte

### Verbreitung

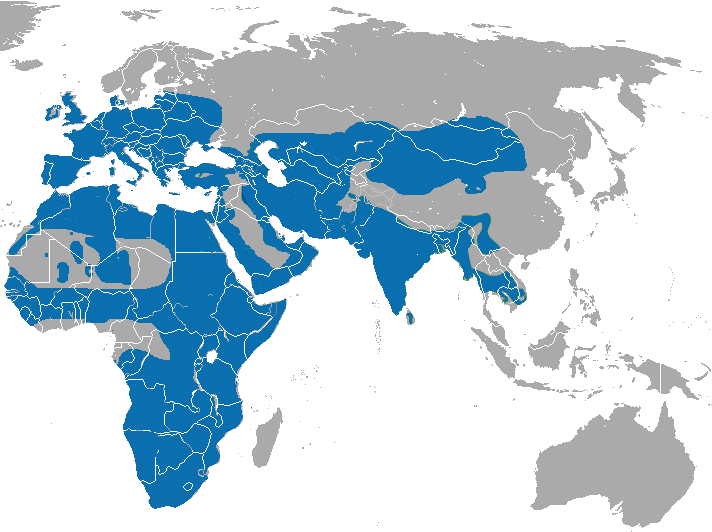
Das natürliche Verbreitungsgebiet der Echten Katzen (blau) liegt in Afrika, Europa und Asien.

Das natürliche Verbreitungsgebiet der Echten Katzen liegt in der Alten Welt. Alle Arten kommen in Afrika vor, die Schwarzfußkatze nur dort. Die anderen Arten sind teilweise bis weit nach Europa und Asien hinein verbreitet. Nördlich reicht ihr Vorkommen etwa bis zum 60. Breitengrad und östlich bis nach Südostasien. Sie fehlen auf der Malaiischen Halbinsel und auf den Sundainseln.

### Stammesgeschichte
Fossilfunde der heutigen Vertreter der Echten Katzen stammen aus dem Oberpliozän bis Altpleistozän und dem Holozän Asiens, aus dem ausgehenden Altpleistozän bis Holozän Europas sowie aus dem Pliozän bis Holozän Afrikas.
Verglichen mit den Eigentlichen Großkatzen gibt es jedoch nur wenig Funde. Felis attica, der wahrscheinlichste fossile Vorfahre, wurde durchgehend im Obermiozän Eurasiens gefunden. Als weiterer möglicher Vorfahre wird Felis lunensis aus dem Oberpliozän und dem europäischen Altpleistozän genannt. Laut neueren Untersuchungen von 2006 spalteten sich die Echten Katzen jedoch schon vor etwa 6,2 Millionen Jahren von den Altkatzen ab. Sie entstanden in Asien und wanderten vermutlich bereits im Obermiozän in Afrika ein. Dort stammen die ältesten zu den Echten Katzen gehörenden Fossilien aus Toros-Menalla im Tschad, bereits ins Pliozän gehören Funde aus Kanapoi in Kenia, die auf etwa 4,1 Millionen Jahren datieren. Aus der Zeit danach gibt es nur sporadische Funde in Afrika, der früheste Nachweis eines heutigen Vertreters (Felis silvestris) gehört ins ausgehende Pliozän und stammt aus Ahl al Oughlam in Marokko. Aufgrund klimatischer und geographischer Isolationsereignisse wurden die Populationen durch Gewässer, Wüsten und Gebirge voneinander getrennt. Als Anpassung an aride und mesische Umweltbedingungen entwickelten sie sich schließlich zu den heutigen Arten weiter.

## Systematik und Nomenklatur

### Systematik
|  | Sandkatze                                               |
|  |                                                         |
|  | \| \| Graukatze \| \| \| \| \| \| Wildkatze \| \| \| \| |
|  |                                                         |
|  | Graukatze                                               |
|  |                                                         |
|  | Wildkatze                                               |
|  |                                                         |

|  | Graukatze |
|  |           |
|  | Wildkatze |
|  |           |

|  | Sandkatze                                               |
|  |                                                         |
|  | \| \| Graukatze \| \| \| \| \| \| Wildkatze \| \| \| \| |
|  |                                                         |
|  | Graukatze                                               |
|  |                                                         |
|  | Wildkatze                                               |
|  |                                                         |

|  | Graukatze |
|  |           |
|  | Wildkatze |
|  |           |

|  | Sandkatze                                               |
|  |                                                         |
|  | \| \| Graukatze \| \| \| \| \| \| Wildkatze \| \| \| \| |
|  |                                                         |
|  | Graukatze                                               |
|  |                                                         |
|  | Wildkatze                                               |
|  |                                                         |

|  | Graukatze |
|  |           |
|  | Wildkatze |
|  |           |

|  | Sandkatze                                               |
|  |                                                         |
|  | \| \| Graukatze \| \| \| \| \| \| Wildkatze \| \| \| \| |
|  |                                                         |
|  | Graukatze                                               |
|  |                                                         |
|  | Wildkatze                                               |
|  |                                                         |

|  | Graukatze |
|  |           |
|  | Wildkatze |
|  |           |

Kladogramm der Echten Katzen nach Nyakatura und Bininda-Emonds (2012)
Die Echten Katzen werden als Gattung Felis den Kleinkatzen zugeordnet. Ihre nächsten Verwandten sind die Altkatzen und der Manul.
Früher wurden der Gattung Felis auch der Manul oder der Karakal zugeordnet. Oder die Echten Katzen wurden als nominotypische Untergattung Felis geführt und die Gattung enthielt daneben noch den Manul, die Luchse oder nahezu alle Kleinkatzen. Eine solche Anordnung ist jedoch durch systematische Untersuchungen nicht gut begründet. Die Cat Specialist Group der IUCN zählt folgende Gattungen und Arten zu den Echten Katzen:
- Graukatze, Felis bieti Milne Edwards, 1892 galt eine Zeit lang als Unterart der Wildkatze, wird jedoch inzwischen wieder als eigenständige Art aufgefasst.[19][18]
- Rohrkatze, Felis chaus Schreber, 1777 von Ägypten über West- und Südasien bis Südostasien[20]
- Felis lybica  Forster, 1780 in Afrika und Asien[18]
- Sandkatze, Felis margarita Loche, 1858 in Nordafrika und Westasien[20]
- Schwarzfußkatze, Felis nigripes Burchell, 1824 im südlichen Afrika[20]
- Europäische Wildkatze, Felis silvestris Schreber, 1777 in Europa und im Kaukasus

Die genaue verwandtschaftliche Beziehung der Hauskatze und der Wildkatze war ebenfalls Gegenstand von Auseinandersetzungen. Von manchen Autoren wird die Hauskatze daher als eigenständige Art und von anderen als Unterart der Wildkatze angesehen.
Revisionen der Gattung Felis liegen von Schwangart (1943), Pocock (1951), Haltenorth (1953) und Kitchener und Kollegen (2017)vor.

### Nomenklatur
Die Gattung Felis wurde 1758 von Carl von Linné in der zehnten Auflage der Systema Naturae beschrieben.
Der Name leitet sich von lateinisch felis (auch feles, faeles, faelis) „Katze, Marder“ ab.
Die Typusart ist aufgrund linnéscher Tautonymie Felis catus Linnaeus, 1758 (= Hauskatze). Dies wurde auch durch Opinion 91 (1926) und Declaration 24 (1955) der ICZN festgelegt.
Synonyme der Gattung sind Catus Frisch, 1775 (Typusart Felis catus = Hauskatze), Chaus Gray, 1843 (Typusart Felis chaus = Rohrkatze), Catolynx Severtzov, 1858 (Typusart Felis chaus = Rohrkatze), Otailurus Severtzov, 1858 (Typusart Felis megalotis = Hauskatze), Mamfelisus Herrera, 1899 (ungültige Modifikation von Felis), Poliailurus Lönnberg, 1925 (Typusart Felis pallida = Graukatze), Microfelis Roberts, 1926 (Typusart Felis nigripes = Schwarzfußkatze), Eremaelurus Ognev, 1927 (Typusart Eremaelurus thinobius = Sandkatze) und Avitofelis Kretzoi, 1930 (Typusart Avitofelis zitteli).

## Echte Katzen und Mensch
Echte Katzen sind dem Menschen aufgrund der Zugehörigkeit der domestizierten Hauskatze besonders vertraut.
Diese kommt heute weltweit vor.